# جيفري بيل
جيفري بيل (بالإنجليزية: Jeffrey Bell)‏ هو كاتب سيناريو أمريكي، ولد في القرن العشرين في إنديانا في الولايات المتحدة.

## وصلات خارجية
- جيفري بيل على موقع IMDb (الإنجليزية)
- جيفري بيل على موقع قاعدة بيانات الفيلم (الإنجليزية)